# Kenneth Lonergan
Kenneth Lonergan (ur. 16 października 1962 w Nowym Jorku) – amerykański dramaturg, scenarzysta i reżyser filmowy. Laureat Oscara za najlepszy scenariusz oryginalny do wyreżyserowanego przez siebie filmu Manchester by the Sea (2016).

## Życiorys
Urodził się w Bronksie, w rodzinie z żydowsko–irlandzkimi korzeniami. Żartował, że wychowywała go „nowojorska psychoanalityczna socjeta” (jego matka i ojczym byli psychiatrami).
Uczęszczał do prestiżowej Walden School, bardzo wówczas postępowej prywatnej szkoły średniej na Manhattanie, z poszerzonym programem nauczania literatury, zwłaszcza dramatu. Jego pierwsza sztuka The Rennings Children była wystawiana podczas Young Playwright's Festival w 1982, gdy jeszcze był uczniem.  Studiował dramaturgię i reżyserię na Wesleyan University w Middletown i na New York University.

## Kariera filmowa
Filmowa kariera Lonergana rozpoczęła się od scenariusza komedii Depresja gangstera (1999). Po jej sukcesie otrzymał propozycję napisania scenariusza do Rocky i Łoś Superktoś (2000). W tym samym roku wyreżyserował swój własny scenariusz do filmu Możesz na mnie liczyć (2000), którego producentem wykonawczym był Martin Scorsese; film, pokazywany na 16 festiwalach, uhonorowano licznymi nominacjami i nagrodami. Lonergan współpracował również ze Scorsese przy Gangach Nowego Jorku (2002), będąc współautorem scenariusza do tego filmu. 
W 2005 ponownie wystąpił w podwójnej roli scenarzysty i reżysera filmu Margaret, z udziałem Anny Paquin, Matta Damona, Matthew Brodericka i J. Smith-Cameron. Film spędził w postprodukcji pięć lat i wszedł na ekrany dopiero w 2011. 
Manchester by the Sea, napisany i wyreżyserowany przez Lonergana w 2016, spotkał się z ciepłym przyjęciem i otrzymał 107 nagród i 227 nominacji, w tym prawie 60 honorujących bezpośrednio Kennetha Lonergana za najlepszy scenariusz lub reżyserię, włącznie z nagrodą BAFTA 2017 i Oscarem 2017 za najlepszy scenariusz oryginalny.
Lonergan jest też autorem scenariusza do powstającego 4-odcinkowego miniserialu Howards End.
Serial będzie nadawany przez BBC One (w Wielkiej Brytanii) i przez Starz (w Stanach Zjednoczonych). Premiera planowana jest w 2017.

## Życie prywatne
Matthew Broderick, który był szkolnym kolegą Lonergana w Walden School, wystąpił w jego off-broadwayowskiej sztuce The Starry Messenger.
Pomysł do scenariusza filmu Depresja gangstera Lonergan oparł na historii opowiedzianej mu przez jego ojczyma, psychiatrę.
Napisana w 2000 sztuka sceniczna Waverley Gallery bazuje na doświadczeniach Lonergana w zmaganiu się z chorobą Alzheimera, na którą cierpiała jego babcia. 
Żoną Lonergana jest aktorka J. Smith-Cameron. Para ma córkę, Nellie.

## Twórczość

### Sztuki teatralne
- The Rennings Children (1982)
- Betrayal by Everyone (1993)
- This Is Our Youth 	Nominated (1996)
- The Waverley Gallery (2000)
- Lobby Hero (2001)
- True to You (2004)
- The Starry Messenger (2009)
- Medieval Play (2012)
- Hold On to Me Darling (2016)

### Filmografia

#### Scenariusze
- Doug (1994) (odc. Doug Throws a Party)
- Depresja gangstera (1999)
- Możesz na mnie liczyć (2000)
- Rocky i Łoś Superktoś (2002)
- Gangi Nowego Jorku (2002)
- Margaret (2011)
- Manchester by the Sea (2016)
- Howards End (2017)

#### Reżyseria
- Możesz na mnie liczyć (2000)
- Margaret (2011)
- Manchester by the Sea (2016)